# Кладо, Татьяна Николаевна
Татьяна Николаевна Кладо (17 мая 1889, Санкт-Петербург — 1972, Ленинград) — первая женщина-аэролог в России и в мире, поэтесса и популяризатор науки.

## Биография
Родилась в семье русского военно-морского теоретика Н. Л. Кладо и Анны Карловны, урождённой Боане (1869—1939) — литератора, держательницы ряда популярных журналов, включая «Новый журнал для всех» (1908—1917). Окончила с золотой медалью Гатчинскую гимназию, после чего поступила на физико-математический факультет Бестужевских курсов, окончила их и была принята на работу на аэрологическое отделение Павловской метеорологической обсерватории. В 1912—1913 годах Татьяна Кладо сдала государственные экзамены в Петербургском университете и стала первой научной сотрудницей с высшим образованием в Главной физической обсерватории, первой женщиной-аэрологом в России и в мире.
С ранней юности начала писать стихи и публиковала их в 1915—1917 годах под псевдонимами «Т. К.» или «О.Дальк», в ряде литературных журналов, включая журналы, принадлежавшие её матери — «Журнале для всех», «Новом журнале для всех», «Ежемесячном журнале», «Дамском журнале». После 1917 года собственных стихов не писала, работала переводчиком в издательстве «Всемирная литература», где поэтической редакцией заведовал Н. С. Гумилёв. В РГАЛИ (фонд издательства «Всемирная литература») сохранились переводы Т.Кладо на русский язык восточной поэмы «Гяур» для подготавливавшегося издательством полного собрания сочинений Д.Байрона, поэмы «Канун Святой Агнессы» Д.Китса и стихотворений Данте Габриэля Россетти. С начала 1930-х Татьяна Кладо работала в Павловской обсерватории, в то же время в соавторстве с Д. О. Святским написала книгу «Занимательная метеорология», которая вышла в 1930 году в серии «Занимательная наука». Книга читателям понравилась и быстро разошлась. Потребовалось её второе, дополненное (1934), а затем и третье, переработанное и дополненное (1935) издание. В 1934 году издана её книга «Высокие слои атмосферы». В это время она также переводила на русский язык роман «Очарованная душа» Ромена Роллана, но не успела закончить. После убийства С. М. Кирова в 1934 в Ленинграде начались репрессии против «бывших» — так называемый «кировский поток», и Татьяна Кладо вместе с матерью были высланы в Уфу на 5 лет, позднее переведены в Саратов. В 1935 году Татьяна Кладо дважды обращалась к жене М. Горького Е. П. Пешковой с ходатайствами о помощи, но её ходатайства не были удовлетворены. До 1947 года она жила в ссылке под Саратовом и работала бухгалтером в совхозе.
Вернуться в Ленинград Татьяна Николаевна смогла лишь в 1947 году. Длительное время переводила научную литературу, занималась популяризацией и историей науки, позже исследовала русско-французские литературные связи. В 1955 году Т. Н. Кладо приняли в штат Ленинградского отделения Института истории естествознания и техники АН СССР, где она проработала до конца жизни.

## Публикации
- Т. Н. Кладо. Климат, его значение и методы наблюдения.
- Святский Д. О., Кладо Т. Н. Занимательная метеорология. — Л.: Кооп. изд-во «Время», 1934.
- Е. В. Андреева, Т. Н. Кладо, Е. Кршижановской. На дне воздушного океана. Гос. Изд. детской лит., 1959